# آنتوان گالان
آنتوان گالان (به فرانسوی: Antoine Galland) (زادهٔ ۴ آوریل ۱۶۴۶-درگذشتهٔ ۱۷ فوریه ۱۷۱۵) خاورشناس فرانسوی بود. او نخستین شخص اروپایی بود که هزار و یک شب را ترجمه کرد. نخستین نسخه فرانسوی را گالان در فاصلهٔ سالهای ۱۷۰۴ تا ۱۷۱۵ میلادی منتشر کرد که با استقبال زیادی مواجه شد و ترجمهٔ او منشأ ترجمه هزار و یک شب به بعضی از زبانهای دیگر اروپایی گردید.
آنتوان گالان خاورشناس، متخصص نسخ خطی و مترجم از زبانهای عربی، ترکی و فارسی بود. او بعضی از حکایتهای گلستان سعدی و بهارستان جامی را از فارسی به فرانسه ترجمه و در کتابی با عنوان «گفتارهای برجسته» (به فرانسوی: Les Paroles remarquables) در سال ۱۶۴۵ منتشر کرد